# Santa Rosa, San Juan de los Lagos
Santa Rosa är en ort i Mexiko.   Den ligger i kommunen San Juan de los Lagos och delstaten Jalisco, i den centrala delen av landet, 400 km nordväst om huvudstaden Mexico City. Santa Rosa ligger 1 832 meter över havet och antalet invånare är 161.
Terrängen runt Santa Rosa är platt åt sydost, men åt nordväst är den kuperad. Runt Santa Rosa är det ganska glesbefolkat, med 31 invånare per kvadratkilometer. Närmaste större samhälle är San Juan de los Lagos, 17,9 km nordväst om Santa Rosa. I omgivningarna runt Santa Rosa växer huvudsakligen savannskog.